# Porto de Luanda
O Porto de Luanda é um porto angolano localizado na cidade de Luanda, capital nacional. Ele é conectado ao centro da cidade de Luanda e ao distrito da Ingombota. Encontra-se na baía de Luanda que está separada do Oceano Atlântico pela ilha de Luanda.
O porto pertence ao governo angolano, sendo este o responsável por sua administração por meio da empresa pública Porto de Luanda E.P. A Porto de Luanda E.P foi instituída para administrar a licença de terminais para carga e descarga, além de terminal de passageiros.
Junto aos portos do Lobito (Benguela), Porto Amboim (Cuanza Sul), Moçâmedes (Namibe), Soyo (Zaire) e Cabinda (Cabinda), formam os maiores complexos portuários do país. É o maior porto do país, além de ser o principal terminal de importação e exportação de cargas de longo curso na nação. A maior transportadora do porto é a empresa estatal de logística angolana Unicargas.
O porto é a testa do Caminho de Ferro de Luanda, que traz cargas desde Malanje. Outra ligação de escoamento importante é feita pela rodovia EN-100.